# Xavier Brasseur
Pierre Brasseur (Ciutat de Luxemburg, 19 d'octubre de 1865 - ?, 4 de juliol de 1912) va ser un jurista i polític luxemburguès.

## Biografia
Brasseur va ser educat a l'Ateneu de Luxemburg, on es va graduar el 1884. Posteriorment, va estudiar Dret i es va graduar el 17 de juny de 1890, i va començar la seva carrerael 1894, com a assessor legal a l'empresa del seu oncle Alexis Brasseur. El 5 de gener de 1897, Brasseur es va presentar com el candidat liberal contra el socialista Michel Welter a les eleccions parcials a Esch-sur-Alzette.
Després que el Partit Socialista es fundés e 1902, Brasseur es va unir a ells, i es va presentar a les eleccions del 7 d'abril 1902 a Esch-sur-Alzette com a candidat «democràtic», sent escollit a la Cambra de Diputats juntament amb Welter i d'altres tres candidats socialistes. Va introduir sistemàticament la legislació ampliant el prestigi d'Esch al país, incloent la creació d'un nou tribunal de districte a Esch -junt amb els de la ciutat de Luxemburg i Diekirch- i la creació d'una escola industrial a la localitat. Va realitzar grans esforços per crear una línia de tramvia a Esch, que va ser aprovada, però solament després de la seva mort. La seva participació política no es va limitar a Esch. Brasseur, com un dels socialistes més destacats en el país, va ser designat el 1904, per al consell comunal de la ciutat de Luxemburg. Malgrat el seu compromís en el desenvolupament d'Esch i el seu atac a la successió en el Gran Ducat de Maria Adelaida de Luxemburg, la principal preocupació política de Brasseur va ser la introducció del sufragi universal i la promoció de l'educació per a les nenes. Aleshores, va estar influït per la seva esposa, Jeanne de Saint-Hubert (germana d'Aline de Saint-Hubert), amb qui s'havia casat el 25 de maig 1893 i es van divorciar el 17 de desembre de 1910.

### Família
Xavier era un membre de la important família Brasseur. El seu pare, Pierre Brasseur, va ser un famós industrial. El seu oncle, Dominique Brasseur, va ser diputat (1866-99) i alcalde de la ciutat de Luxemburg (1891 -94). El fill de Dominique, i cosí de Xavier, Robert, va ser un diputat liberal i membre del consell comunal de la ciutat de Luxemburg, al mateix temps que Xavier (fins a 1925). El 1914, Robert es va casar amb Jeanne, de qui el finat Xavier s'havia divorciat quatre anys abans.